# 長江商報
長江商報是中華人民共和國湖北省的一份報紙，隸屬於湖北长江出版集团。報紙前身是湖北省消費者協會於1985年10月創辦的工商周報，2001年3月15日更名為華中消費時報。2003年底劃歸湖北省出版總社管理。2006年9月6日更名為長江商報。

## 外部連結
- 《长江商报》官方网站
- 《长江商报》数字报
- 《长江商报》的新浪微博